# Yersinella
Yersinella es un género de saltamontes longicornios de la subfamilia Tettigoniinae, familia Tettigoniidae, y está asignado a la tribu Platycleidini. Este género se distribuye en Europa, específicamente en Francia, Italia, Los Balcanes y en las zonas fronterizas. Este género fue bautizado en honor de Alexander Yersin, el entomólogo que describió a la especie tipo en 1860.

## Especies
Las siguientes especies pertenecen al género Yersinella:
- Yersinella beybienkoi La Greca, 1974
- Yersinella raymondi (Yersin, 1860)